# Taylan Antalyalı
Taylan Antalyalı, né le 8 janvier 1995 à Yatağan, est un footballeur international turc qui évolue au poste de milieu de terrain au Bodrum FK, en prêt du Galatasaray SK.

## Biographie

### Carrière en club

#### Gençlerbirliği
Formé à Bucaspor, il se fait remarquer des sélectionneurs turcs pour les équipes de jeunes. Il est transféré dans le club de Gençlerbirliği juste avant le début de la saison 2014-2015 de Süper Lig. Taylan Antalyalı y a fait ses débuts professionnels lors d'une défaite 4-1 contre Trabzonspor le 1er décembre 2014. Il ne fera que deux matchs officiels de championnat avec ce club avant d'être prêté au club de Kayseri Erciyesspor en 2016 puis à celui de Hacettepe pour la saison 2016-2017.

#### Erzurumspor
Il rejoint ensuite le club de BB Erzurumspor avec un contrat de trois ans. Le club souhaitait constituer une équipe ambitieuse pour participer à la Super League lors de la saison 2017-18. Taylan Antalyali y restera deux saisons pleines avec plus de 60 matchs de championnat et se fait remarquer par les plus grands clubs turcs.

#### Galatasaray
En 2019, il signe un contrat de quatre ans avec Galatasaray lors de la saison 2019-2020,.

### Carrière internationale
Taylan Antalyali évolue régulièrement dans les équipes nationales de jeunes.
Il reçoit sa première sélection en équipe de Turquie le 24 mars 2021, lors d'un match de qualification pour la Coupe du monde 2022 contre les Pays-Bas (victoire 4-2).
Par la suite, il est retenu afin de participer au championnat d'Europe 2021. Il doit toutefois se contenter du banc des remplaçants. Avec un bilan catastrophique de trois défaites en trois matchs, huit buts encaissés et un seul but marqué, la Turquie est éliminée dès le premier tour de la compétition.

## Palmarès
- Vice-champion de Turquie en 2021 avec Galatasaray

## Statistiques
Données au 22 janvier 2021,
| Club                       | Saison               | Championnat          | Championnat | Championnat | Coupe | Coupe | Europe | Europe | Autres | Autres | Total | Total |
| Club                       | Saison               | Championnat          | Apps        | Buts        | Apps  | Buts  | Apps   | Buts   | Apps   | Buts   | Apps  | Buts  |
| -------------------------- | -------------------- | -------------------- | ----------- | ----------- | ----- | ----- | ------ | ------ | ------ | ------ | ----- | ----- |
| Bucaspor                   | 2011–12              | TFF First League     | 1           | 0           | —     | —     | —      | —      | —      | —      | 1     | 0     |
| Bucaspor                   | 2012–13              | TFF First League     | 9           | 0           | 1     | 0     | —      | —      | —      | —      | 10    | 0     |
| Bucaspor                   | 2013–14              | TFF First League     | 29          | 1           | 4     | 0     | —      | —      | —      | —      | 33    | 1     |
| Bucaspor                   | Total                | Total                | 39          | 1           | 5     | 0     | 0      | 0      | 0      | 0      | 44    | 1     |
| Gençlerbirliği             | 2014–15              | Süper Lig            | 2           | 0           | 6     | 0     | —      | —      | —      | —      | 8     | 0     |
| Gençlerbirliği             | 2015–16              | Süper Lig            | 0           | 0           | 1     | 0     | —      | —      | —      | —      | 1     | 0     |
| Gençlerbirliği             | Total                | Total                | 2           | 0           | 7     | 0     | 0      | 0      | 0      | 0      | 9     | 0     |
| Kayseri Erciyesspor (prêt) | 2015–16              | TFF First League     | 13          | 1           | 0     | 0     | —      | —      | —      | —      | 13    | 1     |
| Kayseri Erciyesspor (prêt) | Total                | Total                | 13          | 1           | 0     | 0     | 0      | 0      | 0      | 0      | 13    | 1     |
| Hacettepe (prêt)           | 2016–17              | TFF Second League    | 27          | 2           | 1     | 0     | —      | —      | —      | —      | 28    | 2     |
| Hacettepe (prêt)           | Total                | Total                | 27          | 2           | 1     | 0     | 0      | 0      | 0      | 0      | 28    | 2     |
| Erzurumspor                | 2017–18              | TFF First League     | 30          | 3           | 3     | 0     | —      | —      | —      | —      | 33    | 3     |
| Erzurumspor                | 2018–19              | Süper Lig            | 31          | 6           | 1     | 0     | —      | —      | —      | —      | 32    | 6     |
| Erzurumspor                | 2019–20              | TFF First League     | 3           | 1           | 0     | 0     | —      | —      | —      | —      | 3     | 1     |
| Erzurumspor                | Total                | Total                | 64          | 10          | 4     | 0     | 0      | 0      | 0      | 0      | 68    | 10    |
| Galatasaray                | 2019–20              | Süper Lig            | 15          | 1           | 5     | 0     | —      | —      | —      | —      | 20    | 1     |
| Galatasaray                | 2020–21              | Süper Lig            | 18          | 1           | 1     | 0     | 3      | 0      | —      | —      | 22    | 1     |
| Galatasaray                | Total                | Total                | 33          | 2           | 6     | 0     | 3      | 0      | 0      | 0      | 42    | 2     |
| Total de sa carrière       | Total de sa carrière | Total de sa carrière | 178         | 16          | 23    | 0     | 3      | 0      | 0      | 0      | 204   | 16    |